# Stenocodia purpurascens
Stenocodia purpurascens là một loài bướm đêm trong họ Noctuidae.